# Отрарская библиотека
Отрарская библиотека — огромная библиотека, согласно легенде существовавшая в домонгольском тюркском Отраре. Основание библиотеки в Фарабе (Отраре) приписывается учёному и философу Аль-Фараби. В конце XII века хранителем книжного собрания называется Хисамуддин из рода Сунак. Библиотека считалась второй по величине после Александрийской. Отрар был стёрт с лица земли во время завоевательных походов Чингисхана, а дальнейшая судьба её книжных богатств не задокументирована.
Как и многие другие легенды о средневековых библиотеках, сказания о книгохранилище в Отраре вдохновляют энтузиастов на его поиски. Встречаются утверждения, что во время монгольского разорения Отрара книги могли схоронить в каких-то подземных ходах. Существует известная легенда о том, что библиотеку рано или поздно отыщет семилетний мальчуган. 

## В литературе
Зыбин разыскивает Отрарскую библиотеку в книге Ю.О. Домбровского  «Факультет ненужных вещей».